# Mount Hussey
Mount Hussey ist ein 2790 m hoher Berg, der aus einem Felssporn am Gruendler-Gletscher in den Victory Mountains des ostantarktischen Viktorialands aufragt.
Der United States Geological Survey kartierte ihn anhand geodätischer Vermessungen und mithilfe von Luftaufnahmen der United States Navy zwischen 1960 und 1964. Das Advisory Committee on Antarctic Names benannte ihn 1970 nach Keith Morgan Hussey (1908–1997), Geologe auf der McMurdo-Station von 1966 bis 1967.